# Nulificación juratorial

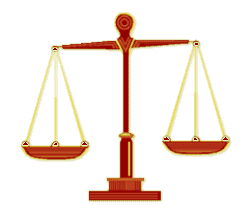
La balanza representa valores centrales de la justicia como la igualdad, imparcialidad y búsqueda de la justa medida.

La nulificación juratorial (del inglés jury nullification) significa “anulado por el jurado”. Es decir, que los miembros del jurado -la gente que se sienta en el jurado- pueden decidir que cierta ley está contra la constitución o contra la justicia. Si esa ley está contra estas cosas, entonces los miembros del jurado pueden liberar a una persona (encontrarla no culpable). Es uno de los principios del common law.
La nulificación del jurado da al jurado el poder “de juzgar” las leyes que el parlamento ha aprobado. Es decir los miembros del jurado no solo están probando al sujeto, sino también a la ley en sí misma. Los miembros del jurado son gente regular, de vida cotidiana -no como los jueces, que son colocados por el gobierno. Debido a eso, hay un refrán que dice que "la nulificación por jurado protege los derechos de cada persona en el país, de las leyes del mal gobierno."[cita requerida]